# Giovanni Nepomuceno Carlo del Liechtenstein
Giovanni Nepomuceno Carlo del Liechtenstein (nome completo in tedesco Johann Nepomuk Karl Borromäus Joseph Franz de Paula Franz Xaver Kilian; Vienna, 6 o 8 luglio 1724 – Vyškov, 22 dicembre 1748) è stato principe del Liechtenstein dal 1732 al 1748.

## Biografia

### Infanzia
Era figlio del Principe Giuseppe Giovanni Adamo del Liechtenstein e della principessa Maria Anna di Oettingen-Spielberg.

### Ascesa al Principato

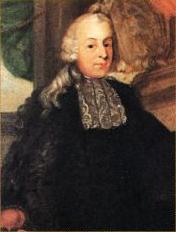
Il principe Giovanni Nepomuceno Carlo ritratto nel XVIII secolo

Alla morte del padre, Giovanni Nepomuceno Carlo aveva solo otto anni e suo zio Giuseppe Venceslao resse per lui il governo come reggente. Giovanni Nepomuceno Carlo acquisì la maggiore età per governare nel 1745 e prese così autonomamente il controllo degli affari del Principato del Liechtenstein.

### Matrimonio
Nel 1744 sposò la sua cugina, Maria Giuseppina di Harrach-Rohrau, (1727 - 1788), figlia del Conte Federico Augusto di Harrach-Rohrau e della Principessa Maria Eleonora del Liechtenstein.

### Morte
Giovanni Nepomuceno Carlo morì tre anni dopo, ad appena 24 anni, senza lasciare discendenti maschi e il governo venne riassunto in reggenza dallo zio Giuseppe Venceslao.

## Ascendenza
|                                             |                                           |                                         | Genitori                                      |  |  | Nonni |  |  | Bisnonni                       |  |  | Trisnonni                   |  |
|                                             |                                           |                                         |                                               |  |  |       |  |  | Hartmann III del Liechtenstein |  |  | Gundacaro del Liechtenstein |  |
|                                             |                                           |                                         |                                               |  |  |       |  |  | Hartmann III del Liechtenstein |  |  | Gundacaro del Liechtenstein |  |
|                                             |                                           | Agnese della Frisia orientale           |                                               |  |  |       |  |  | Hartmann III del Liechtenstein |  |  |                             |  |
| Antonio Floriano del Liechtenstein          |                                           |                                         |                                               |  |  |       |  |  | Hartmann III del Liechtenstein |  |  |                             |  |
|                                             |                                           | Sidonia Isabella di Salm-Reifferscheidt | Ernesto Federico di Salm-Reifferscheidt       |  |  |       |  |  |                                |  |  |                             |  |
|                                             |                                           | Sidonia Isabella di Salm-Reifferscheidt | Ernesto Federico di Salm-Reifferscheidt       |  |  |       |  |  |                                |  |  |                             |  |
|                                             |                                           | Sidonia Isabella di Salm-Reifferscheidt | Maria Orsola di Leiningen-Dagsburg-Falkenburg |  |  |       |  |  |                                |  |  |                             |  |
| Giuseppe Giovanni Adamo del Liechtenstein   |                                           | Sidonia Isabella di Salm-Reifferscheidt |                                               |  |  |       |  |  |                                |  |  |                             |  |
|                                             |                                           | Michele Osvaldo di Thun-Hohenstein      | Giovanni Sigismondo di Thun-Hohenstein        |  |  |       |  |  |                                |  |  |                             |  |
|                                             |                                           | Michele Osvaldo di Thun-Hohenstein      | Giovanni Sigismondo di Thun-Hohenstein        |  |  |       |  |  |                                |  |  |                             |  |
|                                             |                                           | Michele Osvaldo di Thun-Hohenstein      | Anna Margherita di Wolkenstein-Trostburg      |  |  |       |  |  |                                |  |  |                             |  |
| Eleonora Barbara di Thun-Hohenstein         |                                           | Michele Osvaldo di Thun-Hohenstein      |                                               |  |  |       |  |  |                                |  |  |                             |  |
|                                             |                                           | Isabella di Lodron                      | Cristoforo di Lodron                          |  |  |       |  |  |                                |  |  |                             |  |
|                                             |                                           | Isabella di Lodron                      | Cristoforo di Lodron                          |  |  |       |  |  |                                |  |  |                             |  |
|                                             |                                           | Isabella di Lodron                      | Caterina di Spaur e Flavon                    |  |  |       |  |  |                                |  |  |                             |  |
| Giovanni Nepomuceno Carlo del Liechtenstein |                                           | Isabella di Lodron                      |                                               |  |  |       |  |  |                                |  |  |                             |  |
|                                             | Giovanni Francesco di Oettingen-Spielberg | Giovanni Alberto di Oettingen-Spielberg |                                               |  |  |       |  |  |                                |  |  |                             |  |
|                                             | Giovanni Francesco di Oettingen-Spielberg | Giovanni Alberto di Oettingen-Spielberg |                                               |  |  |       |  |  |                                |  |  |                             |  |
|                                             | Giovanni Francesco di Oettingen-Spielberg | Maria Gertrude di Pappenheim            |                                               |  |  |       |  |  |                                |  |  |                             |  |
| Francesco Alberto di Oettingen-Spielberg    | Giovanni Francesco di Oettingen-Spielberg |                                         |                                               |  |  |       |  |  |                                |  |  |                             |  |
|                                             |                                           | Ludovica Rosalia von Attems             | Jackob von Attems                             |  |  |       |  |  |                                |  |  |                             |  |
|                                             |                                           | Ludovica Rosalia von Attems             | Jackob von Attems                             |  |  |       |  |  |                                |  |  |                             |  |
|                                             |                                           | Ludovica Rosalia von Attems             | Judith von Tattenbach                         |  |  |       |  |  |                                |  |  |                             |  |
| Maria Anna di Oettingen-Spielberg           |                                           | Ludovica Rosalia von Attems             |                                               |  |  |       |  |  |                                |  |  |                             |  |
|                                             |                                           | Franz von Schwendi                      | …                                             |  |  |       |  |  |                                |  |  |                             |  |
|                                             |                                           | Franz von Schwendi                      | …                                             |  |  |       |  |  |                                |  |  |                             |  |
|                                             |                                           | Franz von Schwendi                      | …                                             |  |  |       |  |  |                                |  |  |                             |  |
| Johanna Margarita von Schwendi              |                                           | Franz von Schwendi                      |                                               |  |  |       |  |  |                                |  |  |                             |  |
|                                             |                                           | Marie Margarethe von Fugger             | Christoph Rudolf von Fugger                   |  |  |       |  |  |                                |  |  |                             |  |
|                                             |                                           | Marie Margarethe von Fugger             | Christoph Rudolf von Fugger                   |  |  |       |  |  |                                |  |  |                             |  |
|                                             |                                           | Marie Margarethe von Fugger             | Marie Anne von Monfort                        |  |  |       |  |  |                                |  |  |                             |  |
|                                             |                                           | Marie Margarethe von Fugger             |                                               |  |  |       |  |  |                                |  |  |                             |  |